# デニス・C・ブレア
デニス・カトラー・ブレア（Dennis Cutler Blair, 1947年2月4日 - ）は、アメリカ合衆国の軍人、政治家。アメリカ太平洋軍司令官、アメリカ合衆国国家情報長官を歴任。

## 軍人
1947年、メイン州キタリーに生まれる。「バージニア」の元となったフリゲートの「メリマック」を建造した技師長のウィリアム・プライス・ウィリアムソンの子孫。
1964年にセント・アンドリューズ・スクールに入学。同窓にはオリバー・ノースやジム・ウェッブがいる。その後海軍士官学校に入学し、1968年に卒業した。卒業後はミサイル駆逐艦の「タットノール」に着任し、以降は太平洋艦隊・大西洋艦隊でミサイル駆逐艦の勤務を転々とした。
その後、ローズ奨学制度でオックスフォード大学にてロシア研究をし、1975年から1976年にはホワイトハウス・フェローに選ばれる。
1984年から1986年まで「コクレーン」艦長を務め、1988年から1989年までアメリカ太平洋軍司令部で勤務した。1994年から1995年までは「キティホーク」空母打撃群指揮官を務めた。また、統合参謀本部事務局長や国家安全保障会議の予算・政策担当官も務めていた。

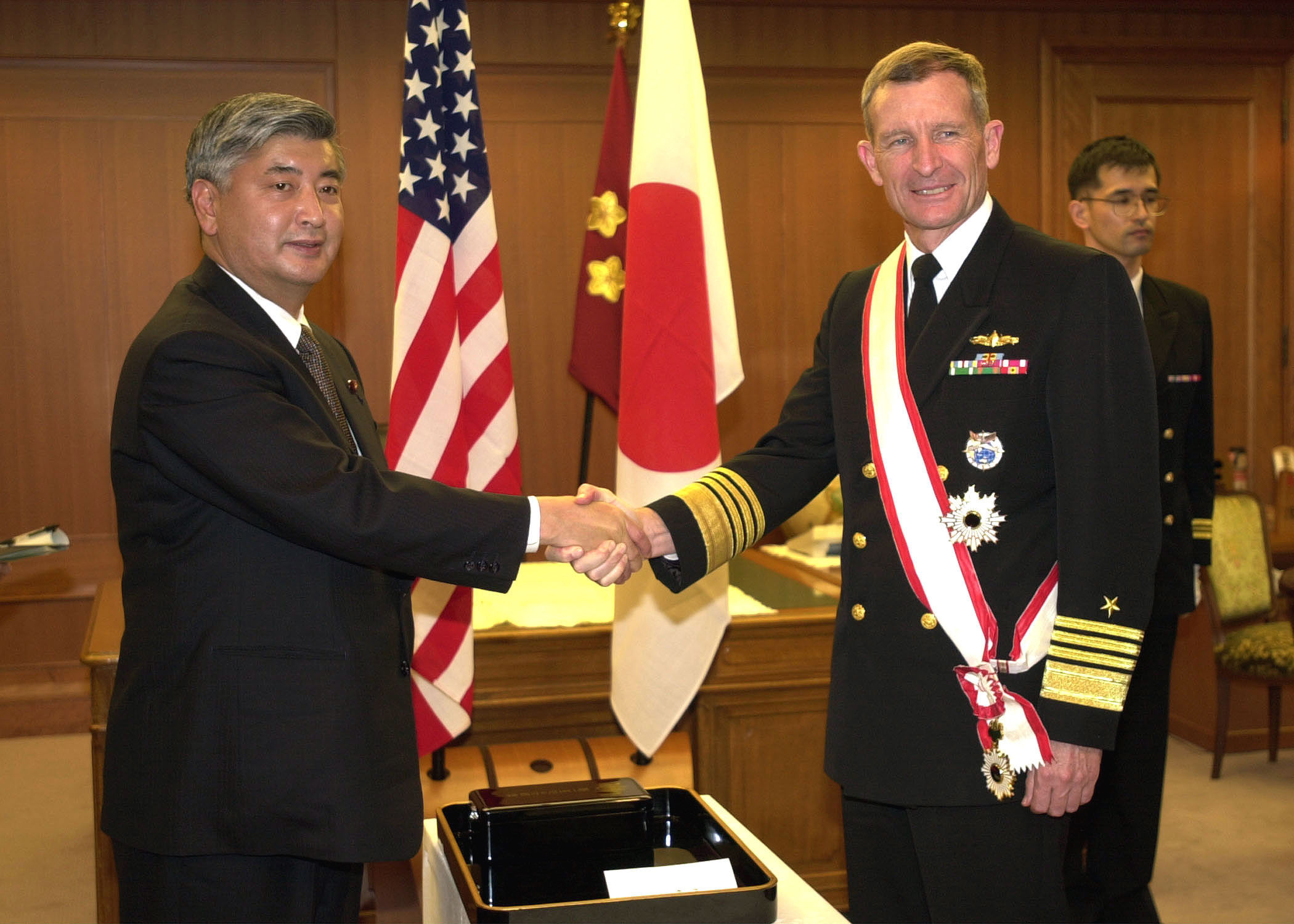
2002年2月、中谷元・防衛庁長官（左）から勲一等旭日大綬章を伝達されるブレア（右）

1999年にアメリカ太平洋軍司令官に就任。在任中は周辺国との合同軍事演習を活発に行い、同盟関係の強化に努めた。
ジャーナリストのアラン・ネアンによると、司令官就任直後に発生した東ティモール紛争に際して、リキシャ教会虐殺が起こった2日後に「民兵への支援を止めるべき」というクリントン政権の意思を伝えるため、インドネシア国軍のウィラント司令官と会談するが、ブレアは「民兵を解散させる代わりにインドネシアへの軍事支援を表明する」と伝えたと主張している。また、この際にインドネシア兵士への暴動鎮圧訓練を実施すると提案したため、ウィラントは民兵による活動を実質的に承認されたと解釈したと指摘している（クリントン政権は警察官に対する訓練のみを提案していたという）。ブレアは2009年、国家情報長官の承認公聴会に際し、「会談の中で、民兵による拷問・虐殺を非難しており、その結果活動を停止させた」として、ネアンの主張を否定した。
2001年4月、アメリカ海軍のP-3と中国海軍のJ-8IIが空中衝突し、海南島に不時着したアメリカ人パイロットが中国軍に拘束される海南島事件が発生。米中関係が一時緊張状態となり、ブレアは担当地域の司令官として事件の解決に尽力した。
2002年、司令官退任と同時に退役した。

## 国家情報長官
2009年に発足したオバマ政権では国家情報長官に任命される。ブレアはインテリジェンス・コミュニティー強化を目指し、長年インテリジェンス・コミュニティーを統括していたCIAの海外局長の任命権を巡り、CIAとの対立を引き起こした。上院議会はブレアを支持したが、11月10日にオバマは「海外局長の任命権は引き続きCIAの権限とする」と決定した。これに対し、専門家からは「国家情報長官の権限が弱まる懸念がある」と指摘した。
2010年5月20日、オバマから辞任を求められ、ブレアは28日に国家情報長官を辞任した。辞任の背景にはCIAとの対立の他、テロ対策を巡る方針の違いが原因とも報じられた。

## シンクタンク
海軍退役後はアジア研究国民局に所属し、ディキンソン大学・陸軍士官学校で安全保障の講師を務めた。また、国家安全保障シンクタンク・防衛分析研究所の所長を2003年から2007年まで務め、国家安全保障改革プロジェクトの事務局次長に就任した。
2014年5月、笹川平和財団のアメリカ会長に就任。また、太平洋エネルギー・サミット議長として太平洋地域のエネルギー安全保障政策に関わっている。

## 東アジア観
知日派として知られており、日米同盟について「両国が対等・共同的立場で新しい安全保障政策を推進するべき」とし、日本の集団的自衛権議論について「北朝鮮や中国が反対するならともかく、日本人が反対する理由が分からない」と発言している。
中国の台頭に関し、「国際的な枠組みの中に中国を引き込み、協調することが必要」としており、TPPへの中国加盟や、中国が主導するアジアインフラ投資銀行への日米参加を主張している。また、朝鮮統一問題について「北朝鮮崩壊後の朝鮮半島について中国と協議するべき」としている。
朝鮮半島に関し、北朝鮮を「世界安全保障上の潜在的脅威」としており、緊張緩和のためには韓国と北朝鮮の軍事交流を重ねることが必要としている。米韓同盟について「北朝鮮との戦争を防ぐ抑止力」と発言している。また、朝鮮統一問題については、「統一後の朝鮮半島は韓国の主導下に置かれるべき」と主張している。
日本・中国・韓国の歴史認識問題について、「謝罪を求める、謝罪をするだけでは永遠に前に進めない」として、「歴史を事実に基き考察し、外交特使を派遣し意思疎通を重ねることが重要」と主張している。